# 46-я танковая бригада
46-я танковая Краснознамённая бригада — воинское соединение Вооружённых Сил СССР в Великой Отечественной войне.
Сокращённое наименование — 46 тбр.

## История
Бригада была сформирована на основании директивы заместителя НКО СССР № 725373сс от 14 сентября 1941 года, как 6-я отдельная танковая бригада. Формирование бригады проходило на станции Кубинка Московской области с 7 по 22 сентября 1941 года на основе 46-й танковой дивизии, по штатам отдельной танковой бригады № 010/75 — 010/83 от 23 августа 1941 года.
Постановлением ГКО № 671сс от 13 сентября 1941 года предписывалось завершить формирование бригады к 22 сентября 1941 года в следующем составе: КВ-1 — 7 шт; Т-34 — 22 шт; Т-60 или БТ, или Т-26 — 32 шт; бронеавтомобилей — 15 шт.
Приказом НКО СССР № 0366 от 22 сентября 1941 года 6-я танковая бригада, как заслужившая хорошие боевые традиции в борьбе с германским фашизмом, переименована в 46-ю танковую бригаду.
В составе в действующей армии с 24.09.1941 по 16.02.1942 года.
На 24 сентября 1941 года имела в своём составе 66 танков, в том числе: 7 КВ, 22 Т-34, 37 Т-26, 13 БА, 11 легковых автомобилей, 8 37-мм пушек, 8 57-мм пушек, 12 миномётов, 2 трактора.
23 сентября 1941 года убыла из Московского военного округа и включена в состав 7-й отдельной армии. Вела бои в Карелии, потеряв 126 человек, из них 58 человек погибшими.
В ноябре 1941 года включена в состав Тихвинской группы, перед которой ставилась задача разгрома тихвинской и волховской группировки. С 26 ноября 1941 года участвует в Тихвинской наступательной операции, показав себя с лучшей стороны.
Приказом НКО СССР № 38 от 16 февраля 1942 года, за проявленную отвагу в боях за Отечество с немецкими захватчиками, за стойкость, мужество, дисциплину и организованность, за героизм личного состава 46-я танковая бригада преобразована в 7-ю гвардейскую танковую бригаду.

## Подчинение
| Дата            | Фронт (округ)    | Армия               | Корпус | Дивизия | Примечания |
| --------------- | ---------------- | ------------------- | ------ | ------- | ---------- |
| 01.10.1941 года | -                | 7-я отдельная армия | -      | -       | -          |
| 01.11.1941 года | -                | 7-я отдельная армия | -      | -       | -          |
| 01.12.1941 года | Волховский фронт | 4-я армия           | -      | -       | -          |
| 01.01.1942 года | Волховский фронт | 4-я армия           | -      | -       | -          |
| 01.02.1942 года | Волховский фронт | 4-я армия           | -      | -       | -          |

## Состав
Сформирована по штатам:
- Управление бригады (штат № 010/75)
- Рота управления (штат № 010/76)
- Разведывательная рота (штат № 010/77)
- 46-й танковый полк (штат № 010/87) — два батальона
- 46-й моторизованный стрелково-пулемётный батальон (штат № 010/79)
- 46-й зенитный дивизион (штат № 010/80)
- Ремонтно-восстановительная рота (штат № 010/81)
- Автотранспортная рота (штат № 010/82)
- Медико-санитарный взвод (штат № 010/83)

С января 1942 года:
- Управление бригады (штат № 010/303)
- Рота управления (штат № 010/304)
- Разведывательная рота (штат № 010/305)
- 1-й отдельный танковый батальон (штат № 010/306)
- 2-й отдельный танковый батальон (штат № 010/306)
- 46-й мотострелково-пулемётный батальон (штат № 010/307)
- Ремонтно-восстановительная рота (штат № 010/308)
- Автотранспортная рота (штат № 010/309)
- Медико-санитарный взвод (штат № 010/310)

## Командование бригады

### Командир бригады
- Копцов, Василий Алексеевич (22.09.1941 — 16.02.1942), полковник, с 11.09.1941 генерал-майор танковых войск[7]

### Начальники штаба бригады
- Бацкиаури Дмитрий Георгиевич (22.09.1941 — 28.11.1941), майор (погиб в бою 28.11.1941);
- Шнейдер, Борис Иванович (28.11.1941 — 16.02.1942), подполковник[8]

## Награды
| Награда (наименование) | Дата награждения                                                            | За что получена |
| ---------------------- | --------------------------------------------------------------------------- | --- |
| Орден Красного Знамени | награждена указом Президиума Верховного Совета СССР от 17 декабря 1941 года | за образцовое выполнение боевых заданий командования на фронте борьбы с немецкими захватчиками и проявленные при этом доблесть и мужество |

## Воины бригады
- Копцов, Василий Алексеевич, командир бригады, полковник. Герой Советского Союза Награждён за доблесть, проявленную при разгроме японских захватчиков в районе реки Халхин-Гол.
- Кудрин, Иван Степанович, механик-водитель танка 46-го танкового полка, рядовой. Герой Советского Союза, награждён 20.11.1941 за бои у деревни Озерки (Подпорожский район Ленинградской области), где он, будучи раненым, в одиночку в течение 5 суток отражал атаки врага на неподвижный танк ¹
- Зайцев, Василий Михайлович, (26.08.1910 — 07.12.1941), командир взвода 46-го танкового полка, младший лейтенант. Герой Советского Союза, награждён посмертно 17.12.1941 за отвагу, проявленную в боях у деревни Лазаревичи Тихвинского района 07.12.1941 года. ¹
- Ращупкин, Андрей Иванович (1920 — 08.12.1941) стрелок-радист танка младшего лейтенанта Зайцева В. М., 46-го танкового полка, младший сержант. Герой Советского Союза, награждён посмертно 17.12.1941 за отвагу, проявленную в боях у деревни Лазаревичи Тихвинского района 07.12.1941 года. ¹
- Кузьмин, Михаил Кузьмич (1915 — 29.11.1941) политрук танковой роты 46-го танкового полка, политрук. Герой Советского Союза, награждён посмертно 17.12.1941 за отвагу, проявленную 29.11.1941 года в бою в районе Кордон Спасский (Тихвинский район Ленинградской обл.) ¹
- Пятикоп, Михаил Евгеньевич (1908 — 11.11.1941) командир танковой роты 46-го танкового полка, старший лейтенант. Герой Советского Союза, награждён посмертно 17.12.1941 за отвагу, проявленную 11.11.1941 года в бою в районе деревни Кайваксы ¹